# Hard gras
Hard gras is een voetbaltijdschrift voor lezers (onder redactie van Henk Spaan, Hugo Borst en Matthijs van Nieuwkerk).
Schrijvers, dichters en kunstenaars laten in Hard gras zien dat voetbal meer is dan uitslagen, commercie, meningen en nabeschouwingen. Hard gras verschijnt een keer per twee maanden op papier en digitaal.
De hoofdredactie van Hard gras bestond oorspronkelijk uit Henk Spaan en Matthijs van Nieuwkerk. In 2005 werd ook Hugo Borst hoofdredacteur.
Net als de meeste literaire tijdschriften verschijnt Hard gras in een vorm die nog het meest aan een pocketboek doet denken. De opzet van een aflevering verschilt per keer. De ene keer bestaat een deel uit losse verhalen en gedichten, de andere keer is die compleet gewijd aan één enkel thema. Voorbeelden hiervan zijn (onder andere):
- Hard gras nr. 4, juni 1995 - Special over Ronaldo
- Hard gras nr. 7, mei 1996 - Special over Feyenoord
- Hard gras nr. 10, april 1997 - Special rondom vijftigste verjaardag Johan Cruijff
- Hard gras nr. 15, juni 1998 - Gewijd aan eerste seizoen Louis van Gaal bij FC Barcelona
- Hard gras nr. 44, september 2005 - Feyenoord wint de Wereldcup
- Hard gras nr. 48, juni 2006 - Je hebt het niet van mij. Een tragi-komisch verslag van een jaar Vitesse, door Marcel van Roosmalen die er de Nico Scheepmaker Beker 2006 mee won.

Enkele vaste medewerkers van het blad zijn:
Hugo Borst, Jimmy Burns, Gerrit de Jager, Theun de Winter, Simon Kuper, Edwin Winkels, Jan Mulder, Anna Enquist, Wilfried de Jong, Zeger van Herwaarden, Chris van Nijnatten en Janneke van der Horst
Oplage: 10.000 exemplaren (bij speciale nummers worden 15.000 exemplaren gedrukt).